# Ахмаров, Чингиз Габдурахманович
Чинги́з Габдурахма́нович Ахма́ров (тат. Чингиз Габдурахман уллы Ахмаров, 1912 — 1994) — советский, узбекский художник-монументалист. Народный художник Узбекской ССР (1964). Лауреат Сталинской премии первой степени (1948).

## Биография
Родился 5 (18 августа) 1912 года в Троицке (ныне Челябинская область) в интеллигентной татарской семье.
В 1927—1931 годах учился в Пермском художественном техникуме. В 1942 году окончил МГХИ имени В. И. Сурикова (учился у И. Э. Грабаря и Н. М. Чернышёва). Там же учился в аспирантуре (1943—1949). Кандидат искусствоведения. Профессор. Преподавал в ТРХУ имени П. П. Бенькова, ТТХИ имени А. Н. Островского.
Умер 13 мая 1994 года. Похоронен в Ташкенте на Чигатайском кладбище.

## Творчество
Панно
- музей Улугбека в Самарканде (1963—1964)
- санаторий «Узбекистан» в Кисловодске
- станция «Алишер Навои» Ташкентского метрополитена
- мозаика «Дружба народов» на станции «Киевская» Московского метрополитена имени Л. М. Кагановича

Фойе
- Театр оперы и балета имени А. Навои в Ташкенте на темы произведений А. Навои (1944—1947)
- Театр оперы и балета имени М. Джалиля в Казани на темы «Млгузыка», «Танец», «Живопись» (1954—1955)
- Институт востоковедения имени Бируни в Ташкенте (1968—1969)
- ресторан «Юлдуз» в Самарканде

Создавал также станковые портреты, иллюстрировал книги узбекских авторов («Кашмирская легенда» Ш. Р. Рашидова и др.).

## Награды и премии
- Народный художник Узбекской ССР (13.11.1964)[3]
- Сталинская премия первой степени (1948) — за росписи в фойе театра оперы и балета имени А. Навои в Ташкенте[4]
- Государственная премия Узбекской ССР имени Хамзы (1968)[5]
- Орден Трудового Красного Знамени (16.01.1950)[6]
- Орден Дружбы народов (17.08.1982)[7]
- Орден «Знак Почёта» (06.12.1951)[8]
- Орден «Буюк хизматлари учун» (22.08.2001) — посмертно[9]
- ещё один орден и медали